# Кузнєцова Марія Сергіївна
Марія Сергіївна Кузнецова (рос. Мария Сергеевна Кузнецова; нар. 17 грудня 1997, Новочебоксарськ, Чувашія) — російська борчиня вільного стилю, дворазова бронзова призерка чемпіонатів Європи, бронзова призерка Європейських ігор. Майстер спорту міжнародного класу (2017) зі спортивної боротьби.

## Життєпис
Боротьбою почала займатися з 2013 року. Вихованка Новочебоксарської спортивної школи олімпійського резерву № 3. Закінчила Чебоксарське училище олімпійського резерву. Студентка Російського державного університету фізичної культури, спорту, молоді та туризму. Дворазова чемпіонка Європи серед молоді (2018, 2019). Багаторазова призерка чемпіонатів Європи та світу у молодших вікових групах.
Чемпіонка Росії (2018, 2021). Срібна призерка чемпіонату Росії (2020).
Тренер — Микола Бєлов (з 2013).

## Спортивні результати на міжнародних змаганнях

### Виступи на Чемпіонатах світу
| Змагання                        | Збірна | Вагова категорія          | Місце |
| ------------------------------- | ------ | ------------------------- | ----- |
| Чемпіонат світу з боротьби 2018 | Росія  | жіноча боротьба, до 65 кг | 10    |
| Чемпіонат світу з боротьби 2019 | Росія  | жіноча боротьба, до 62 кг | 22    |

### Виступи на Чемпіонатах Європи
| Змагання                         | Збірна | Вагова категорія          | Місце  |
| -------------------------------- | ------ | ------------------------- | ------ |
| Чемпіонат Європи з боротьби 2018 | Росія  | жіноча боротьба, до 65 кг | 7      |
| Чемпіонат Європи з боротьби 2019 | Росія  | жіноча боротьба, до 65 кг | Бронза |
| Чемпіонат Європи з боротьби 2020 | Росія  | жіноча боротьба, до 65 кг | Бронза |

### Виступи на Європейських іграх
| Змагання              | Збірна | Вагова категорія          | Місце  |
| --------------------- | ------ | ------------------------- | ------ |
| Європейські ігри 2019 | Росія  | жіноча боротьба, до 62 кг | Бронза |

### Виступи на Кубках світу
| Змагання                    | Збірна | Вагова категорія          | Місце |
| --------------------------- | ------ | ------------------------- | ----- |
| Кубок світу з боротьби 2020 | Росія  | жіноча боротьба, до 65 кг | 5     |

### Виступи на інших змаганнях
| Змагання                                           | Збірна | Вагова категорія          | Місце  |
| -------------------------------------------------- | ------ | ------------------------- | ------ |
| Гран-прі «Іван Яригін» 2016                        | Росія  | жіноча боротьба, до 58 кг | 10     |
| Чемпіонат Росії з вільної боротьби 2016            | Росія  | жіноча боротьба, до 60 кг | 5      |
| Кубок Алроси 2016                                  | Росія  | команда                   | Золото |
| Гран-прі «Іван Яригін» 2017                        | Росія  | жіноча боротьба, до 63 кг | 12     |
| Турнір Яшара Догу 2017                             | Росія  | жіноча боротьба, до 63 кг | 5      |
| Відкритий чемпіонат Китаю з боротьби 2018          | Росія  | жіноча боротьба, до 65 кг | Срібло |
| Гран-прі Іспанії з боротьби 2018                   | Росія  | жіноча боротьба, до 65 кг | Золото |
| Чемпіонат Росії з вільної боротьби 2018            | Росія  | жіноча боротьба, до 65 кг | Золото |
| Турнір Олександра Медведя 2018                     | Росія  | жіноча боротьба, до 65 кг | Срібло |
| Гран-прі «Іван Яригін» 2019                        | Росія  | жіноча боротьба, до 65 кг | Золото |
| Відкритий чемпіонат Польщі з боротьби 2019         | Росія  | жіноча боротьба, до 62 кг | Бронза |
| Всесвітні ігри військовослужбовців 2019            | Росія  | жіноча боротьба, до 62 кг | Срібло |
| Гран-прі «Іван Яригін» 2020                        | Росія  | жіноча боротьба, до 65 кг | Золото |
| Чемпіонат Росії з вільної боротьби 2020            | Росія  | жіноча боротьба, до 65 кг | Срібло |
| Відкритий чемпіонат Польщі з вільної боротьби 2020 | Росія  | жіноча боротьба, до 65 кг | Золото |
| Гран-прі «Іван Яригін» 2021                        | Росія  | жіноча боротьба, до 65 кг | Бронза |
| Чемпіонат Росії з вільної боротьби 2020            | Росія  | жіноча боротьба, до 65 кг | Золото |

### Виступи на змаганнях молодших вікових груп
| Змагання                                       | Збірна | Вагова категорія          | Місце  |
| ---------------------------------------------- | ------ | ------------------------- | ------ |
| Чемпіонат Європи з боротьби серед юніорів 2015 | Росія  | жіноча боротьба, до 55 кг | 9      |
| Чемпіонат світу з боротьби серед юніорів 2015  | Росія  | жіноча боротьба, до 59 кг | Бронза |
| Чемпіонат Європи з боротьби серед юніорів 2016 | Росія  | жіноча боротьба, до 63 кг | Бронза |
| Чемпіонат світу з боротьби серед юніорів 2016  | Росія  | жіноча боротьба, до 63 кг | 5      |
| Чемпіонат Європи з боротьби серед юніорів 2017 | Росія  | жіноча боротьба, до 63 кг | Золото |
| Чемпіонат світу з боротьби серед юніорів 2017  | Росія  | жіноча боротьба, до 63 кг | 5      |
| Чемпіонат Європи з боротьби серед молоді 2017  | Росія  | жіноча боротьба, до 63 кг | Бронза |
| Чемпіонат Європи з боротьби серед молоді 2018  | Росія  | жіноча боротьба, до 65 кг | Золото |
| Чемпіонат світу з боротьби серед молоді 2018   | Росія  | жіноча боротьба, до 65 кг | Бронза |
| Чемпіонат Європи з боротьби серед молоді 2019  | Росія  | жіноча боротьба, до 65 кг | Золото |
| Чемпіонат світу з боротьби серед молоді 2019   | Росія  | жіноча боротьба, до 62 кг | 5      |